# Pierrefonds, Québec
Pierrefonds är en stadsdel i Montréal i provinsen Québec i Kanada. 
Stadsdelen är belägen längs floden Rivière des Prairies. Den ingår i arrondissementet Pierrefonds-Roxboro, vilken har en total folkmängd på 60 138 invånare (2001). Pierrefonds var en egen kommun fram till 2001, då den införlivades med Montréal. Kanske mest känt är Pierrefonds för att sångerskan Mylène Farmer kommer därifrån.